# Lindenhurst (New York)
Lindenhurst is een dorp in de Amerikaanse staat New York. Het ligt aan de zuidkust van Long Island, in Suffolk County. 
In 2006 woonden er 28.000 mensen in Lindenhurst. Enkele bekende voormalige inwoners zijn zangeres Pat Benatar en regisseur Hal Hartley.
Het dorp is gesticht in 1873. De oorspronkelijke naam van het dorp is Breslau. Het dorp was door de Duitse stichters vernoemd naar de stad Breslau, die destijds in Duitsland lag. De plaats werd in 1891 omgedoopt tot Lindenhurst.